# Juntas Españolas
Juntas Españolas (JJEE) eren un projecte polític d'extrema dreta sorgit arran d'una crida realitzada per l'extint diari El Alcázar en 1983 a través del seu director, Antonio Izquierdo, per mitjà d'un "Manifest als Espanyols" i després del fracàs i acte-dissolució de Fuerza Nueva de Blas Piñar, de la qual pretenia omplir el seu espai polític.

## Història
Nascudes al principi com a "Juntas Españolas de Integración" (J.E.D.I.), van revisar ideològicament alguns elements desfasats en el discurs de dreta radical (van arribar a acceptar la Llei del Divorci, per exemple) i van intentar renovar i modernitzar el missatge de l'extrema dreta a Espanya, alineant-se amb la imatge i l'estratègia del Front Nacional francès de Jean-Marie Le Pen. El partit fou presentat oficialment de forma pública el 17 d'octubre de 1984.
Una vegada desvinculades del diari "El Alcázar" i passant a ser presidides per Juan Peligro, un ex-oficial de l'Armada Espanyola, es va caracteritzar pel seu allunyament de tota classe d'actes nostàlgics i commemoratius del franquisme polític (18 de juliol i 20-N, sobretot) i per la realització de noves i imaginatives campanyes polítiques que solien tractar temes llavors d'actualitat (la droga, el separatisme, la precarietat laboral, els problemes de la joventut, la incipient immigració). Van tenir la seva pròpia secció juvenil, anomenades "Juntas Jóvenes". Va tenir gran implantació sobretot a València i Barcelona, ciutat aquesta última on va impulsar i va potenciar tots els 12 d'Octubre, Dia de la Hispanitat, un Acte d'Homenatge a la Bandera espanyola, així com campanyes en defensa del bilingüisme. Va arribar a presentar candidatura a unes eleccions al Parlament de Catalunya, amb escàs èxit.
El 1994, després de no cristal·litzar-se un acord de fusió prèviament signat amb el Frente Nacional de Blas Piñar per la dissolució d'aquest últim partit, va formar una coalició electoral amb la neonazi CEDADE i alguns elements conservadors sortits del Partit Popular (com l'exfalangista i fundador d'Aliança Popular Carlos Ruiz Soto) que es va presentar a les Eleccions al Parlament Europeu de Juny de 1994, el nom del qual va ser "Alternativa Demócrata Nacional" (ADN), obtenint en tot Espanya 4.689 vots. Aquest projecte va decidir refundar-se com a partit únic al setembre de 1995 amb el nou nom de Democracia Nacional (DN), en la presidència de la qual es va ratificar Juan Peligro.